# Aarestrup-medaljen
Aarestrup-medaljen er en dansk litterær pris uddelt i digteren Emil Aarestrups navn til en lyriker.
Medaljen har været uddelt af Dansk Forfatterforening siden 1950 og indtil 2000, dog med undtagelse af 1952.
Medaljen blev igen uddelt i 2004, for derefter at blive slået sammen med priserne i navnene Adam Oehlenschläger, Herman Bang og Johannes Ewald.
De første modtagere var Aage Berntsen (1950) og Sigfred Pedersen (1951).
Siden da har modtagerene blandt andet været Tove Ditlevsen (1953), Jens August Schade (1955), Klaus Rifbjerg (1964), Piet Hein (1969) og Per Højholt (1987).
I 2011 modtog Camilla Christensen medaljen i Oehlenschlaeger, Aarestrup, Bang og Ewalds navn.

## Liste over modtagere
| Årstal | Modtager              | Kommentar                                                                               |
| ------ | --------------------- | --------------------------------------------------------------------------------------- |
| 2022   | Ursula Andkjær Olsen  | Uddelt 24. juni 2022                                                                    |
| 2020   | Morten Søndergaard    |                                                                                         |
| 2018   | Mette Moestrup        |                                                                                         |
| 2014   | Naja Marie Aidt       |                                                                                         |
| 2011   | Camilla Christensen   |                                                                                         |
| 2003   | Nicolaj Stochholm     | Uddelt 29. januar 2004                                                                  |
| 2000   | Viggo Madsen          | Uddelt 4. december på Aarestrups 200 års fødselsdag                                     |
| 1999   | Lene Henningsen       | 4 000 kroner                                                                            |
| 1998   | Simon Grotrian        | 4 000 kroner                                                                            |
| 1997   | Merete Torp           | Tale af Erik Skyum-Nielsen, Information 28. maj 1997.                                   |
| 1996   | Pia Tafdrup           | 5 000 kroner                                                                            |
| 1995   | Niels Frank           | 5 000 kroner                                                                            |
| 1994   | Pia Juul              | 7 000 kroner                                                                            |
| 1993   | Per Aage Brandt       |                                                                                         |
| 1992   | Svend Johansen        |                                                                                         |
| 1991   | Søren Ulrik Thomsen   |                                                                                         |
| 1990   | Peter Laugesen        |                                                                                         |
| 1989   | Klaus Høeck           |                                                                                         |
| 1988   | Poul Borum            |                                                                                         |
| 1987   | Per Højholt           |                                                                                         |
| 1986   | Rolf Gjedsted         |                                                                                         |
| 1985   | Vagn Steen            |                                                                                         |
| 1984   | Benny Andersen        |                                                                                         |
| 1983   | Marianne Larsen       |                                                                                         |
| 1982   | Jess Ørnsbo           |                                                                                         |
| 1981   | Erik Stinus           |                                                                                         |
| 1980   | Uffe Harder           |                                                                                         |
| 1979   | Henrik Nordbrandt     |                                                                                         |
| 1978   | Ivan Malinowski       |                                                                                         |
| 1977   | Johannes Wulff        |                                                                                         |
| 1976   | Jørgen Sonne          |                                                                                         |
| 1975   | Jørgen Gustava Brandt |                                                                                         |
| 1974   | Harald Herdal         |                                                                                         |
| 1973   | Inger Christensen     | 2 500 kroner                                                                            |
| 1972   | Jørgen Nash           |                                                                                         |
| 1971   | Grethe Heltberg       |                                                                                         |
| 1970   | Robert Corydon        |                                                                                         |
| 1969   | Piet Hein             |                                                                                         |
| 1968   | William Heinesen      |                                                                                         |
| 1967   | Poul Sørensen         |                                                                                         |
| 1966   | Alex Garff            |                                                                                         |
| 1965   | Ole Sarvig            |                                                                                         |
| 1964   | Klaus Rifbjerg        |                                                                                         |
| 1963   | Ove Abildgaard        |                                                                                         |
| 1962   | Erik Knudsen          |                                                                                         |
| 1961   | Ole Wivel             |                                                                                         |
| 1960   | Frank Jæger           |                                                                                         |
| 1959   | Hans Hartvig Seedorff |                                                                                         |
| 1958   | Otto Gelsted          |                                                                                         |
| 1957   | Halfdan Rasmussen     |                                                                                         |
| 1956   | Thorkild Bjørnvig     |                                                                                         |
| 1955   | Jens August Schade    |                                                                                         |
| 1954   | Tove Ditlevsen        |                                                                                         |
| 1953   | Tom Kristensen        | 2 500 kroner                                                                            |
| 1952   |                       | Ikke uddelt                                                                             |
| 1951   | Sigfred Pedersen      | 500 kroner Tale af Cai M. Woel i Bogens tjenere (Søren Lunds Forlag, 1953) side 121-124 |
| 1950   | Aage Berntsen         | 500 kroner                                                                              |